# Magyar–koszovói kapcsolatok

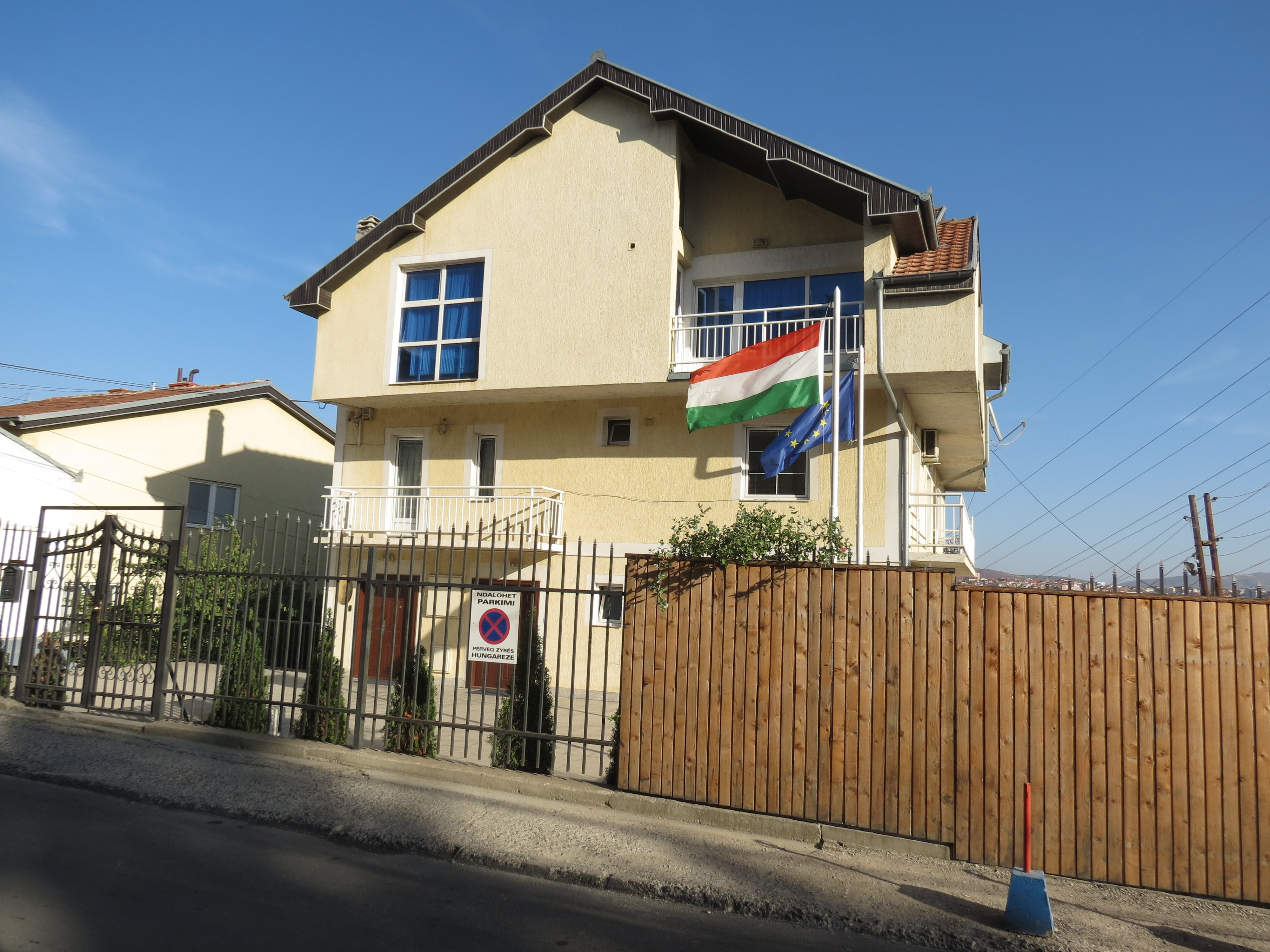
Magyarországi nagykövetsége Koszovóbanan.

A Magyar–Koszovói kapcsolatok Magyarország és Koszovó közötti külügyi kapcsolatok. Koszovó 2008. február 17-én ki hirdette függetlenségét  Szerbiából, 2008. március 19-én Magyarország elismerte államukat. Magyarországnak van nagykövetsége Pristinában.

## Történelem
Annak ellenére hogy Magyarország elismerte Koszovó függetlenségét, Szijjártó Péter külgazdasági és külügyminiszter 2023 januárjában kijelentette, hogy Magyarország Koszovó európai szervezetekhez való csatlakozása ellen fog szavazni mindaddig, amíg nem állapodnak meg Szerbiával. 2023 áprilisában Magyarország Azerbajdzsánnal, Örményországgal, Ciprussal, Grúziával, Romániával, Szerbiával és Spanyolországgal együtt Koszovó Európa Tanácsi tagságának jóváhagyása ellen szavazott.

## Katonai
Magyarországnak jelenleg 353 katonája szolgál békefenntartóként Koszovóban a NATO által vezetett Koszovói Erőkben..